# Llewelyn II
Llewelyn II o Llywelyn ap Gruffudd (c. 1225 – 11 de desembre de 1282) va ser rei de Gal·les des de la mort del seu pare Gruffydd ap Llywelyn Fawr el 1244 fins a la seva mort.
Va ser el darrer Príncep d'un país de Gal·les independent abans de la seva conquesta per Eduard I d'Anglaterra.

## Arbre genealògic
|                                |                                |                                |                                |                                |                                |  |  |                            |                            |                            |                            |                                |                                |                                |                                | Llywelyn el Gran 1173-1200-1240   |                                   |                                   |                                   |                                   |                                   |                                   |                                   |                                   |                                   |                                |                                |                                |                                |  |  |                                |                                |                                |                                |                                |                                |  |  |  |  |  |  |  |  |  |  |  |  |  |  |  |  |  |  |  |  |  |  |  |  |
|                                |                                |                                |                                |                                |                                |  |  |                            |                            |                            |                            |                                |                                |                                |                                |                                   |                                   |                                   |                                   |                                   |                                   |                                   |                                   |                                   |                                   |                                |                                |                                |                                |  |  |                                |                                |                                |                                |                                |                                |  |  |  |  |  |  |  |  |  |  |  |  |  |  |  |  |  |  |  |  |  |  |  |  |
|                                |                                |                                |                                |                                |                                |  |  |                            |                            |                            |                            |                                |                                |                                |                                |                                   |                                   |                                   |                                   |                                   |                                   |                                   |                                   |                                   |                                   |                                |                                |                                |                                |  |  |                                |                                |                                |                                |                                |                                |  |  |  |  |  |  |  |  |  |  |  |  |  |  |  |  |  |  |  |  |  |  |  |  |
|                                |                                |                                |                                |                                |                                |  |  |                            |                            |                            |                            | Gruffydd ap Llywelyn 1200-1244 | Gruffydd ap Llywelyn 1200-1244 | Gruffydd ap Llywelyn 1200-1244 | Gruffydd ap Llywelyn 1200-1244 | Gruffydd ap Llywelyn 1200-1244    | Gruffydd ap Llywelyn 1200-1244    |                                   |                                   | Dafydd ap Llywelyn 1215-1240-1246 | Dafydd ap Llywelyn 1215-1240-1246 | Dafydd ap Llywelyn 1215-1240-1246 | Dafydd ap Llywelyn 1215-1240-1246 | Dafydd ap Llywelyn 1215-1240-1246 | Dafydd ap Llywelyn 1215-1240-1246 |                                |                                |                                |                                |  |  |                                |                                |                                |                                |                                |                                |  |  |  |  |  |  |  |  |  |  |  |  |  |  |  |  |  |  |  |  |  |  |  |  |
|                                |                                |                                |                                |                                |                                |  |  |                            |                            |                            |                            | Gruffydd ap Llywelyn 1200-1244 | Gruffydd ap Llywelyn 1200-1244 | Gruffydd ap Llywelyn 1200-1244 | Gruffydd ap Llywelyn 1200-1244 | Gruffydd ap Llywelyn 1200-1244    | Gruffydd ap Llywelyn 1200-1244    |                                   |                                   | Dafydd ap Llywelyn 1215-1240-1246 | Dafydd ap Llywelyn 1215-1240-1246 | Dafydd ap Llywelyn 1215-1240-1246 | Dafydd ap Llywelyn 1215-1240-1246 | Dafydd ap Llywelyn 1215-1240-1246 | Dafydd ap Llywelyn 1215-1240-1246 |                                |                                |                                |                                |  |  |                                |                                |                                |                                |                                |                                |  |  |  |  |  |  |  |  |  |  |  |  |  |  |  |  |  |  |  |  |  |  |  |  |
|                                |                                |                                |                                |                                |                                |  |  |                            |                            |                            |                            |                                |                                |                                |                                |                                   |                                   |                                   |                                   |                                   |                                   |                                   |                                   |                                   |                                   |                                |                                |                                |                                |  |  |                                |                                |                                |                                |                                |                                |  |  |  |  |  |  |  |  |  |  |  |  |  |  |  |  |  |  |  |  |  |  |  |  |
| Owain Goch ap Gruffydd d. 1282 | Owain Goch ap Gruffydd d. 1282 | Owain Goch ap Gruffydd d. 1282 | Owain Goch ap Gruffydd d. 1282 | Owain Goch ap Gruffydd d. 1282 | Owain Goch ap Gruffydd d. 1282 |  |  | Llywelyn II 1223-1246-1282 | Llywelyn II 1223-1246-1282 | Llywelyn II 1223-1246-1282 | Llywelyn II 1223-1246-1282 | Llywelyn II 1223-1246-1282     | Llywelyn II 1223-1246-1282     |                                |                                |                                   |                                   |                                   |                                   | Dafydd ap Gruffydd 1238-1282-1283 | Dafydd ap Gruffydd 1238-1282-1283 | Dafydd ap Gruffydd 1238-1282-1283 | Dafydd ap Gruffydd 1238-1282-1283 | Dafydd ap Gruffydd 1238-1282-1283 | Dafydd ap Gruffydd 1238-1282-1283 |                                |                                |                                |                                |  |  | Rhodri ap Gruffudd 1230-1315   | Rhodri ap Gruffudd 1230-1315   | Rhodri ap Gruffudd 1230-1315   | Rhodri ap Gruffudd 1230-1315   | Rhodri ap Gruffudd 1230-1315   | Rhodri ap Gruffudd 1230-1315   |  |  |  |  |  |  |  |  |  |  |  |  |  |  |  |  |  |  |  |  |  |  |  |  |
| Owain Goch ap Gruffydd d. 1282 | Owain Goch ap Gruffydd d. 1282 | Owain Goch ap Gruffydd d. 1282 | Owain Goch ap Gruffydd d. 1282 | Owain Goch ap Gruffydd d. 1282 | Owain Goch ap Gruffydd d. 1282 |  |  | Llywelyn II 1223-1246-1282 | Llywelyn II 1223-1246-1282 | Llywelyn II 1223-1246-1282 | Llywelyn II 1223-1246-1282 | Llywelyn II 1223-1246-1282     | Llywelyn II 1223-1246-1282     |                                |                                |                                   |                                   |                                   |                                   | Dafydd ap Gruffydd 1238-1282-1283 | Dafydd ap Gruffydd 1238-1282-1283 | Dafydd ap Gruffydd 1238-1282-1283 | Dafydd ap Gruffydd 1238-1282-1283 | Dafydd ap Gruffydd 1238-1282-1283 | Dafydd ap Gruffydd 1238-1282-1283 |                                |                                |                                |                                |  |  | Rhodri ap Gruffudd 1230-1315   | Rhodri ap Gruffudd 1230-1315   | Rhodri ap Gruffudd 1230-1315   | Rhodri ap Gruffudd 1230-1315   | Rhodri ap Gruffudd 1230-1315   | Rhodri ap Gruffudd 1230-1315   |  |  |  |  |  |  |  |  |  |  |  |  |  |  |  |  |  |  |  |  |  |  |  |  |
|                                |                                |                                |                                |                                |                                |  |  |                            |                            |                            |                            |                                |                                |                                |                                |                                   |                                   |                                   |                                   |                                   |                                   |                                   |                                   |                                   |                                   |                                |                                |                                |                                |  |  |                                |                                |                                |                                |                                |                                |  |  |  |  |  |  |  |  |  |  |  |  |  |  |  |  |  |  |  |  |  |  |  |  |
|                                |                                |                                |                                |                                |                                |  |  | Gwenllian 1282-1337        | Gwenllian 1282-1337        | Gwenllian 1282-1337        | Gwenllian 1282-1337        | Gwenllian 1282-1337            | Gwenllian 1282-1337            |                                |                                | Llywelyn ap Dafydd 1267-1283-1287 | Llywelyn ap Dafydd 1267-1283-1287 | Llywelyn ap Dafydd 1267-1283-1287 | Llywelyn ap Dafydd 1267-1283-1287 | Llywelyn ap Dafydd 1267-1283-1287 | Llywelyn ap Dafydd 1267-1283-1287 |                                   |                                   | Owain ap Dafydd 1265-1287-1325    | Owain ap Dafydd 1265-1287-1325    | Owain ap Dafydd 1265-1287-1325 | Owain ap Dafydd 1265-1287-1325 | Owain ap Dafydd 1265-1287-1325 | Owain ap Dafydd 1265-1287-1325 |  |  | Tomas ap Rhodri 1300-1325-1363 | Tomas ap Rhodri 1300-1325-1363 | Tomas ap Rhodri 1300-1325-1363 | Tomas ap Rhodri 1300-1325-1363 | Tomas ap Rhodri 1300-1325-1363 | Tomas ap Rhodri 1300-1325-1363 |  |  |  |  |  |  |  |  |  |  |  |  |  |  |  |  |  |  |  |  |  |  |  |  |
|                                |                                |                                |                                |                                |                                |  |  | Gwenllian 1282-1337        | Gwenllian 1282-1337        | Gwenllian 1282-1337        | Gwenllian 1282-1337        | Gwenllian 1282-1337            | Gwenllian 1282-1337            |                                |                                | Llywelyn ap Dafydd 1267-1283-1287 | Llywelyn ap Dafydd 1267-1283-1287 | Llywelyn ap Dafydd 1267-1283-1287 | Llywelyn ap Dafydd 1267-1283-1287 | Llywelyn ap Dafydd 1267-1283-1287 | Llywelyn ap Dafydd 1267-1283-1287 |                                   |                                   | Owain ap Dafydd 1265-1287-1325    | Owain ap Dafydd 1265-1287-1325    | Owain ap Dafydd 1265-1287-1325 | Owain ap Dafydd 1265-1287-1325 | Owain ap Dafydd 1265-1287-1325 | Owain ap Dafydd 1265-1287-1325 |  |  | Tomas ap Rhodri 1300-1325-1363 | Tomas ap Rhodri 1300-1325-1363 | Tomas ap Rhodri 1300-1325-1363 | Tomas ap Rhodri 1300-1325-1363 | Tomas ap Rhodri 1300-1325-1363 | Tomas ap Rhodri 1300-1325-1363 |  |  |  |  |  |  |  |  |  |  |  |  |  |  |  |  |  |  |  |  |  |  |  |  |
|                                |                                |                                |                                |                                |                                |  |  |                            |                            |                            |                            |                                |                                |                                |                                |                                   |                                   |                                   |                                   |                                   |                                   |                                   |                                   |                                   |                                   |                                |                                |                                |                                |  |  | Owain Lawgoch 1330-1378        |                                |                                |                                |                                |                                |  |  |  |  |  |  |  |  |  |  |  |  |  |  |  |  |  |  |  |  |  |  |  |  |